# Exetastes calobatus
Exetastes calobatus är en stekelart som beskrevs av Johann Ludwig Christian Gravenhorst 1829. Exetastes calobatus ingår i släktet Exetastes och familjen brokparasitsteklar. Inga underarter finns listade i Catalogue of Life.